# Tour della nazionale maschile di rugby a 15 dell'Argentina 2000
Nel 2000 la nazionale di rugby a 15 dell'Argentina, dopo le grandi prestazioni alla Coppa del Mondo di rugby 1999, si reca in Australia per un tour. Subisce due sconfitte nei test contro i Wallabies. Quindi, a fine anno, si reca in Inghilterra per un breve tour di due partite.

## In Australia
| Brisbane 13 giugno 2000 | Queensland   | 29 – 35 | Argentina XV | Ballymore Oval\| Arbitro: \| George Ayoub \| |
| Arbitro:                | George Ayoub |         |              |                                              |

| Arbitro: | Jim Fleming |

|                                                                          |      |                 |
| 20’, 68’, 70’, 80’ Latham 26’, 62’ Roff 34’ Connors 43’, 50’ J. Williams | mt   |                 |
| 62’, 68’, 70’, 80’ Roff                                                  | tr   |                 |
|                                                                          | c.p. | 32’, 48’ Cilley |

| Sydney 20 giugno 2000 | Nuovo Galles d. Sud | 26 – 27 | Argentina XV | Football Stadium\| Arbitro: \| Greg Hinton \| |
| Arbitro:              | Greg Hinton         |         |              |                                               |

| Arbitro: | David McHugh |

|                                  |      |                                      |
| 6’ Roff 31’ Larkham 66’ Mortlock | mt   | 14’ Corleto 71’ Méndez               |
| 31’ Mortlock                     | tr   |                                      |
| 5’, 10’, 22’, 50’, 78’ Mortlock  | c.p. | 12’, 18’, 24’, 37’, 52’ F. Contepomi |

## In Inghilterra
Nel novembre 2000, un breve tour in Inghilterra è turbato da minacce di sciopero da parte dei giocatori, che protestano contro la federazione per questioni di premi e di organizzazione. Il test con l'Inghilterra si chiude con una sconfitta senza punti segnati. Nel frattempo la seconda squadra vince il Campionato sudamericano.
| Portsmouth 21 novembre 2000 | Combined Services | 7 – 44 | Argentina XV | United Services Sports Ground\| Arbitro: \| Gareth Simmonds \| |
| Arbitro:                    | Gareth Simmonds   |        |              |                                                                |

| Arbitro: | Alan Lewis |

|                        |      |  |
| 69’ Cohen              | mt   |  |
| 69’ Wilkinson          | tr   |  |
| 2’, 31’, 43’ Wilkinson | c.p. |  |
| 25’ Wilkinson          | drop |  |

- Clockwatch, su news.bbc.co.uk.